# Saman Sorjaturong
Saman Sorjaturong est un boxeur thaïlandais né le 2 août 1968 à Kampaeng Petch.

## Carrière
Passé professionnel en 1989, il devient champion du monde des poids mi-mouches WBC & IBF le 15 juillet 1995 en battant Humberto González par KO à la 7e reprise. Il abandonne sa ceinture IBF après sa victoire contre Yuichi Hosono le 12 novembre 1995 mais conserve sa ceinture WBC jusqu'au 17 octobre 1999, date à laquelle il est battu par Yo-Sam Choi.

## Distinction
- Sorjaturong - González est élu combat de l'année en 1995 par Ring Magazine.